# هنرستان صنعتی تهران
هنرستان ماندگار صنعتی تهران در سال ۱۲۸۶ با همکاری امپراتوری آلمان راه‌اندازی شد. این هنرستان ابتدا با نام مدرسه ایران-آلمان در خیابان ۳۰ تیر کنونی راه‌اندازی شد و سپس به نام‌های دیگری مانند هنرستان شهید بهشتی تغییر نام یافت پس از ثبت هنرستان در فهرست مدارس ماندگار به هنرستان ماندگار صنعتی تهران تغییر نام یافت.
مدیر کنونی این هنرستان مهندس صادق ابراهیمی می‌باشد.

## رشته‌های موجود در هنرستان
۱- الکتروتکنیک ۲- الکترونیک ۳- مکانیک خودرو ۴- مکاترونیک ۵- ماشین ابزار ۶- صنایع چوب و مبلمان ۷-کامپیوتر

## تاریخچه

### آغاز
با رشد روابط ایران و آلمان و ایجاد گرایش‌هایی در روشنفکران ایران به آن کشور، محمود علامیر معروف به احتشام السلطنه که مدتی وزیرمختار ایران در برلن بود به تأسیس مدرسه‌ای با همکاری دولت آلمان تشویق شد.
یک مهندس و معمار آلمانی به نام اتوشولتس کار تهیه نقشه و نظارت در کار ساختمان را به عهده گرفت و اجرای آن به هنرمند نامدار ایرانی به نام استاد عبدالله میرزا سپرده شد. محل مدرسه در زمینی به مساحت ۸۰۰۰ متر مربع در شمال غربی میدان مشق (باغ ملی کنونی) تعیین شد که از طرف دولت اهدا شده بود. این هنرستان در ۱۷ اردیبهشت ۱۲۸۶ کار خود را آغاز کرد. نام مهندس آلمانی و معمار ایرانی هنرستان روی سنگ کوچکی حک شد و آنرا کنار پله‌های ورودی اتاق مدیر مدرسه نصب کردند.
بودجه سالانه آن هشت هزار تومان تعیین شد که پنج هزار تومان آن از بودجه دولت ایران و سه هزار تومان از بودجه دولت آلمان پرداخت می‌شد. هنرستان با پذیرش چهل شاگرد ۸ تا ۱۸ ساله، کار خود را آغاز کرد. برای آموزش دانش‌آموزان، معلمان برجسته‌ای از آلمان به تهران رفتند. برخی از آنها در ساختمان مدرسه و برخی دیگر در اطراف میدان مشق، مستقر شدند.
همزمان با آموزش زبان آلمانی در آن مدرسه، محسن گرانمایه به آموزش زبان فارسی و شیخ محمد عبده بروجردی به آموزش زبان عربی پرداختند.

### جنگ جهانی اول
استقبال مردم تهران از این مدرسه چنان بود که چهار سال پس از گشایش، شمار دانش‌آموزان به ۲۵۰ نفر در سال رسید و در نخستین جشن فارغ‌التحصیلی، پرنس رویس وزیر مختار آلمان در تهران در آن مراسم شرکت کرد. اما روند رشد دانش‌آموز کمتر از ده سال ادامه داشت؛ زیرا با آغاز جنگ جهانی اول در سال ۱۲۹۳ و افزایش فشار اشغالگران امپراتوری روسیه و امپراتوری بریتانیا بر ایران، کمک‌های دولت آلمان و سپس دربار ایران ایران به مدرسه قطع شد. تاجاییکه مدرسه در سال ۱۲۹۵ برای مدتی تعطیل شد.
پس از کودتای ۳ اسفند ۱۲۹۹ هیئت دولت تازه ایران در جلسه ۱۶ فرودین ۱۳۰۰ اضافه بودجه‌ای به مبلغ ۱۰۰۰ تومان برای ترمیم و بازسازی مدرسه تصویب کرد. اما برای پرداخت آن شرط گذاشت که در کنار تدریس مباحث تئوریک، آموزش‌های فنی و حرفه‌ای هم آغاز شود. سپس مجلس شورای ملی با تصویب لایحه‌ای اجازه استخدام سه متخصص آلمانی را برای تدریس و مدیریت امور مدرسه صادر کرد. در ۱۳ بهمن ۱۳۰۳ «مدرسه ایران و آلمان» به «هنرستان فنی تهران» تغییر نام داد و با هدف آموزش فنی و حرفه‌ای و تربیت کاردان فنی در رشته‌های فلزکاری، آهنگری، نجاری، رنگرزی و نساجی در مقطع متوسطه با حضور جمعی از فرهنگیان توسط مشاورالدوله حکمت، وزیر معارف وقت گشایش یافت. آنها برای پذیرش هنرجو برای در روزنامه نیمه رسمی ایران آگهی دادند.
ولفانگ اشترونگ نخستین رئیس مدرسه صنعتی و آموزگار شیمی، عبدالحسین میکده ناظم مدرسه، علی‌اصغر صبا مترجم معلمان و کارشناسان آلمانی، نخستین مسئولان مدرسه بودند. نیما یوشیج، بزرگ علوی و نظام وفا آرانی نیز هر یک در دوره‌ای ادبیات فارسی درس می‌دادند. هنرجویان مدرسه صنعتی تهران به مدارج بالای مهارتی و علمی رسیدند. مانند رضا گنجه‌ای، سید مجتبی نواب صفوی، عبدالله جاسبی، و نصرت کریمی نمونه‌ای از دانش‌آموختگان این مدرسه هستند. موفقیت مدرسه و علاقه دانش‌آموختگان آن برای ادامه تحصیل باعث شد تا با تلاش ولفانگ اشترونگ در مجاورت هنرستان، در سال ۱۳۰۸ دوره عالی تحصیلات فنی نیز راه‌اندازی شود. این دانشسرا آغازی برای پیشرفت علوم فنی و مهندسی و سنگ بنای دانشگاه علم و صنعت ایران شد.

### جنگ جهانی دوم
آغاز جنگ جهانی دوم در سال ۱۳۱۸ مانع از پیشرفت گسترش مدرسه شد. با رسیدن نیروهای روسیه و بریتانیا به تهران در شهریور ۱۳۲۰ از مقام‌های ایرانی خواستند که هرچه زودتر کارشناسان و تکنیسین‌های آلمانی را دستگیر و از ایران اخراج کنند. در شهریور ۱۳۲۰ هنرجویان ایرانی به جای حضور در کلاس درس، رژه نیروهای روسیه و بریتانیا ایران در میدان سپه در نزدیکی هنرستان را می‌دیدند. ادامه اشغال در طول جنگ و نابسامانی‌های ناشی از بی‌برنامگی و ناتوانی مالی دولت در سال‌های پس از آن تا ۱۳۲۸ مدارس فنی‌و حرفه‌ای و از جمله صنعتی ایران دچار بحران علمی شدند چنان‌که بجای آموزش صنعتی، به دانش‌آموزان کفاشی، پینه‌دوزی، و رفوگری یاد می‌دادند.

### رونق دوباره
در سال ۱۳۳۳ حبیب نفیسی (که خود از فارغ التحصیلان هنرستان و هنرسرای عالی بود) دست به تجدید حیات موسسات آموزش فنی و حرفه‌ای از جمله هنرستان تهران زد. او قراردادی همکاری فرهنگی میان ایران و آلمان برای توسعه و تجهیز هنرستان تهران را امضا کرد و خواستار گشایش شعبه آن در تبریز و سپس شیراز شد. بر پایه قرارداد دیگری با دولت آلمان، قرار شد هنرآموزان ایرانی به‌مرور جانشین پرسنل آلمانی شوند. نفیسی دانشکده پلی‌تکنیک تهران (امیرکبیر کنونی) و انستیتو تکنولوژی (دانشگاه علم و صنعت ایران امروزی) را نیز بنیان گذاشت. در سال ۱۳۳۷ محل سکونت ولفانگ اشترونگ در هنرستان با نصب لوحی، به نام خانه اشترونگ نامگذاری شد.
در سال ۱۳۴۲ هاینریش لوبکه رئیس‌جمهور آلمان غربی که برای دیداری چهار روزه به تهران رفته بود یک روز کامل از سفر خود را به بازدید از هنرستان تهران اختصاص داد. آموزش زبان آلمانی و آشنایی با فرهنگ آن کشور از طریق کارشناسان آلمانی حاضر در مدرسه، بسیاری از هنرجویان را روانه آلمان کرد. گروه دیگری از دانش‌آموختگان نیز به دانشکده‌های علم و صنعت و پلی تکنیک راه یافتند.
== دانش‌آموختگان مشهور اعم از سیدامیرحسین حسینی تبار
```
==
```

## مدیران هنرستان
1. گوستاو پیترز (۱۲۸۶)
2. دریگر (۱۲۹۰)
3. هانری اشترونک (۱۳۰۱)
4. علی‌اصغر لواسانی (۱۳۲۰)
5. جمشید مفخم
6. علی‌اصغر صبا
7. پرتو علوی
8. احمد رئیس روحانی
9. عباس شیخ (۱۳۳۳ - ۱۳۳۶)
10. ربیع‌زاده
11. طاهبازیان
12. هوشنگ سینا (۱۳۴۲)
13. دولت‌زاده (۱۳۵۸)
14. مجید فریدی آذر
15. حبیب گران همت
16. مصطفی سالار
17. حسن سهرابی (۱۳۷۶–۱۳۸۱)
18. محمد لطفی نیا (۱۳۸۱–۱۳۸۷)
19. عبدالحمید لدنی (۱۳۸۷–۱۳۸۸؛ 1381)
20. مهدی اسماعیلی (۱۳۸۸–۱۳۹۹)
21. صادق ابراهیمی (۱۳۹۹ تاکنون)

https://honarestantehran.ir

## جشن صد سالگی
در ۱۴ تیر ۱۳۸۶ دانشجویان و دانش‌آموختگان گذشته و کنونی هنرستان تهران، صد سالگی نخستین مدرسه صنعتی و مدرن ایران را جشن گرفتند.